# شهرستان شویلر (میزوری)
شهرستان شویلر، میزوری (به انگلیسی: Schuyler County, Missouri) یک سکونتگاه مسکونی در ایالات متحده آمریکا است که در میزوری واقع شده‌است.